# Chen Zifan
Chen Zifan (陈子凡S, ChénzifánP; Xi'an, 17 settembre 1995) è un giocatore di snooker cinese.

## Carriera
Chen Zifan debutta nel Main Tour nella stagione 2013-2014, riuscendo al World Open, a superare il turno delle wildcard, accedendo al tabellone principale, in cui perde al primo turno contro Judd Trump 5-0. Diventa professionista all'inizio della stagione 2017-2018, dopo aver vinto il secondo evento della Q School 2017, battendo in finale Ben Jones. Nella sua annata di esordio raggiunge, come miglior risultato, il terzo turno ll'English Open, dove perde contro Aditya Mehta per 4-1, dopo aver eliminato Sanderson Lam e Barry Hawkins, entrambi con il punteggio di 4-3. Al Northern Ireland Open vince al primo turno contro il campione del mondo 2005 Shaun Murphy, ma esce al secondo per mano di Thepchaiya Un-Nooh. Nel maggio del 2019, Chen vince di nuovo il secondo evento della Q School, rinnovando la sua carta d'accesso nel Main Tour per altre due stagioni.

## Ranking
| Stagione  | Ranking iniziale | Ranking finale |
| --------- | ---------------- | -------------- |
| 2017-2018 | Non classificato | 105            |
| 2018-2019 | 81               | 102            |
| 2019-2020 | Non classificato |                |